# Шазе-сюр-Эн
Шазе́-сюр-Эн (фр. Chazey-sur-Ain) — коммуна во Франции, находится в регионе Рона — Альпы. Департамент — Эн. Входит в состав кантона Ланьё. Округ коммуны — Белле.
Код INSEE коммуны — 01099.

## География
Коммуна расположена приблизительно в 400 км к юго-востоку от Парижа, в 36 км северо-восточнее Лиона, в 35 км к югу от Бурк-ан-Бреса.
На западе коммуны протекает река Эн.

## Климат
Климат полуконтинентальный с холодной зимой и тёплым летом. Дожди бывают нечасто, в основном летом.

## Население
Население коммуны на 2010 год составляло 1464 человека.
| 1962 | 1968 | 1975 | 1982 | 1990 | 1999 | 2010 |
| ---- | ---- | ---- | ---- | ---- | ---- | ---- |
| 442  | 539  | 651  | 695  | 895  | 1200 | 1464 |

## Экономика
В 2010 году среди 948 человек трудоспособного возраста (15—64 лет) 737 были экономически активными, 211 — неактивными (показатель активности — 77,7 %, в 1999 году было 72,4 %). Из 737 активных жителей работало 678 человек (353 мужчины и 325 женщин), безработных было 59 (27 мужчин и 32 женщины). Среди 211 неактивных 82 человека были учениками или студентами, 73 — пенсионерами, 56 были неактивными по другим причинам.

## Достопримечательности
- Замок Шазе-сюр-Эн[фр.] (XII век). Исторический памятник с 1987 года.[4]

## Фотогалерея
- Замок Шазе-сюр-Эн
- Замок Шазе-сюр-Эн
- Мост через реку Эн (нач. XX века)
- Карта коммуны